# デア郡 (ノースカロライナ州)
デア郡（デアぐん、英: Dare County）は、アメリカ合衆国ノースカロライナ州の東端に位置する郡である。2010年国勢調査での人口は33,920人であり、2000年の29,959人から13.2%増加した。郡庁所在地はマニーオー（Manteo, [ˈmæniːoʊ]、人口1,434人）であり、同郡で人口最大の都市でもある。
デア郡の郡名は、現在のデア郡で、アメリカ大陸でイギリス人の両親のもとに生まれた最初の赤ちゃんヴァージニア・デアに因んで名付けられた。現在は廃止されているバッファローシティの町が郡内最大の町であることがあった。パムリコ湾の大半を領域に含んでいるので、総面積では州内最大の郡である。

## 郡政府
デア郡はデア郡郡政委員会が統治している。デア郡は、地域自治体の組織であるアルベマール自治体委員会のメンバーである。

## 地理
アメリカ合衆国国勢調査局に拠れば、郡域全面積は1,562平方マイル (4,045.6 km2)であり、このうち陸地384平方マイル (994.6 km2)、水域は1,178平方マイル (3,051.0 km2)で水域率は75.44%である。デア郡の領域にはアウターバンクスの北半分が含まれている。

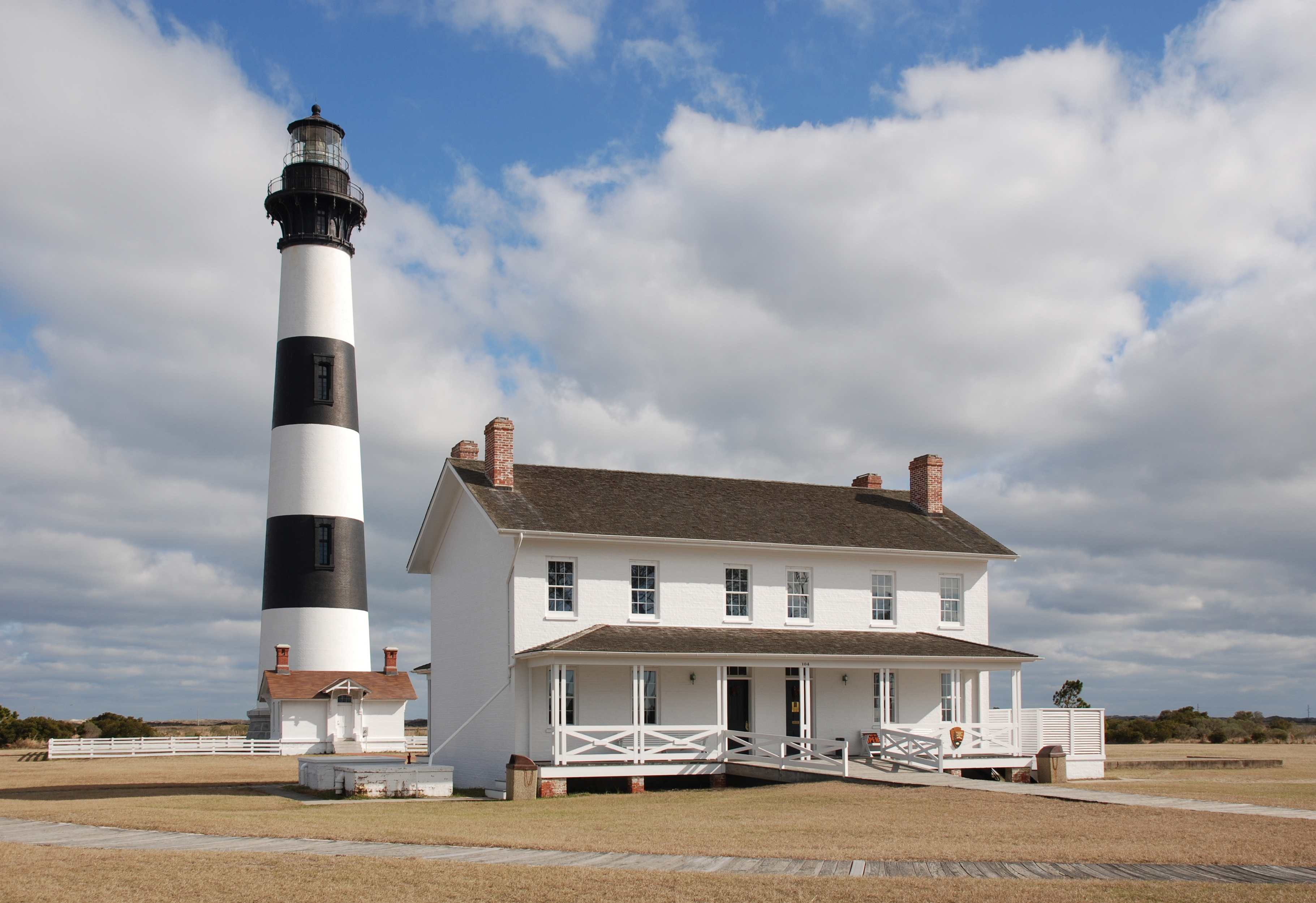
ボディ島灯台

### 郡区
デア郡は6つの郡区に分割されている。
- ファーストフライト高校が第3地区と第2地区から生徒を受け入れている
  - アトランティック郡区（ナグスヘッドの町は第2地区にあるが、ナグスヘッド郡区にある）
- マニーオー高校が第1地区から生徒を受け入れている
  - ナグスヘッド郡区（ナグスヘッドの町は第2地区にある）
  - クロアタン郡区
  - イーストレイク郡区
- ケープハッテラス・セカンダリースクールが第4地区から生徒を受け入れている
  - キネキート郡区
  - ハッテラス郡区

### 空港
デア郡地域空港が郡内にある一般用途空港である。

### 主要高規格道路
- アメリカ国道64号線
- アメリカ国道158号線
- アメリカ国道264号線
- ノースカロライナ州道12号線

### 隣接する郡
- カリタック郡 - 北
- ハイド郡 - 南西
- ティレル郡 - 西

### 国立保護地域
- アリゲーター川国立野生生物保護区（部分）
- ケープハッテラス国立海岸（部分）
- ローリー砦国立歴史史跡
- ピー島国立野生生物保護区
- ライト兄弟メモリアル

## 人口動態
以下は2010年の国勢調査による人口統計データである。
| 基礎データ - 人口: 33,920人 - 世帯数: 12,690 世帯 - 家族数: 8,450 家族 - 人口密度: 30人/km2（78人/mi2） - 住居数: 26,671軒 - 住居密度: 27軒/km2（70軒/mi2） 人種別人口構成 - 白人: 92.3% - アフリカン・アメリカン: 2.5% - ネイティブ・アメリカン: 0.4% - アジア人: 0.6% - 太平洋諸島系: 0.0% - その他の人種: 2.4% - 混血: 1.8% - ヒスパニック・ラテン系: 6.5% | 年齢別人口構成 - 18歳未満: 21.4% - 18-24歳: 6.3% - 25-44歳: 30.8% - 45-64歳: 27.7% - 65歳以上: 13.8% - 年齢の中央値: 40歳 - 性比（女性100人あたり男性の人口） - 総人口: 101.5 - 18歳以上: 100.2 世帯と家族（対世帯数） - 18歳未満の子供がいる: 27.3% - 結婚・同居している夫婦: 55.0% - 未婚・離婚・死別女性が世帯主: 8.1% - 非家族世帯: 33.4% - 単身世帯: 25.0% - 65歳以上の老人1人暮らし: 7.9% - 平均構成人数 - 世帯: 2.34人 - 家族: 2.79人 | 収入と家計 - 収入の中央値 - 世帯: 42,411米ドル - 家族: 49,302米ドル - 性別 - 男性: 31,240米ドル - 女性: 24,318米ドル - 人口1人あたり収入: 23,614米ドル - 貧困線以下 - 対人口: 8.0% - 対家族数: 5.5% - 18歳未満: 9.9% - 65歳以上: 5.3% |

## 都市と町

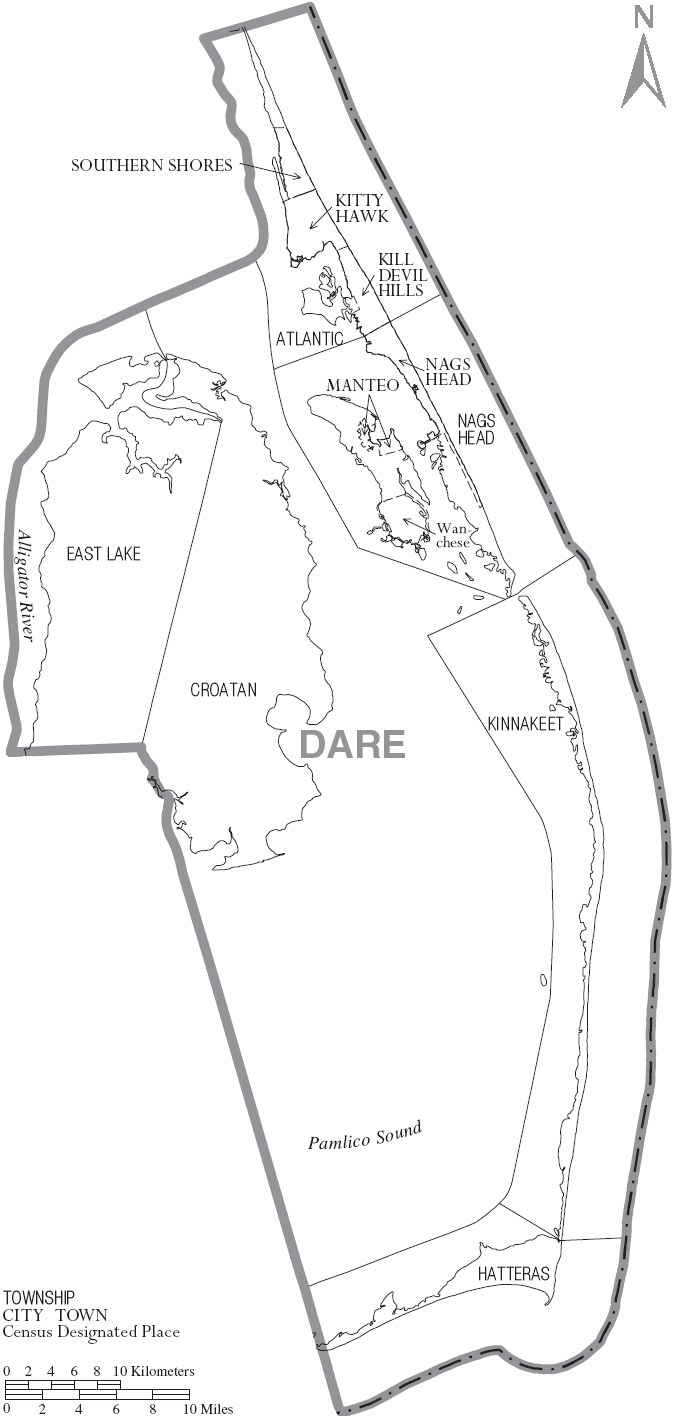
デア郡の自治体と郡区

| - ダック（アトランティック郡区） - キルデビルヒルズ（アトランティック郡区） | - キティホーク（アトランティック郡区） - マニーオー（ナグスヘッド郡区） - 郡庁所在地 | - ナグスヘッド（ナグスヘッド郡区） - サザンショアーズ（アトランティック郡区） |

### 未編入の町
| - エイボン（キネキート、キネキート郡区） - バッファローシティ（ゴーストタウン、イーストレイク郡区） - バクストン（ザ・ケープ、ハッテラス郡区） - コリントン（アトランティック郡区） - イーストレイク（イーストレイク郡区） - フリスコ（トレント、ハッテラス郡区） | - ハッテラス（ハッテラス郡区） - リトルキネキート（キネキート郡区） - マンズハーバー（クロアタン郡区） - マーティンズポイント（アトランティック郡区） - ロアノークアイランド（ナグスヘッド郡区） - ロダンス（チカマコミコ、キネキート郡区） | - スカーボロタウン（キネキート郡区） - スタンピーポイント（クロアタン郡区） - サルボ、（クラークス、キネキート郡区） - ワンチーズ（ナグスヘッド郡区） - ウェイブス（チカマコミコ、キネキート郡区） |

## 灯台
郡内には2つの人気のある灯台がある。ハッテラス岬灯台とボディ島灯台である。ライト兄弟メモリアルの上にも航路標識灯がある。マニーオーの町が3番目の灯台を建設し、2004年9月25日に除幕した。ロアノーク・マーシーズ灯台は、同じ名前の1877年に建設された灯台の外にあるレクリエーション地となり、マニーオーの水際にある。ロアノーク島にあるノースカロライナ州海洋博物館の展示スペースにもなっている。

## 教育
デア郡の公共教育はデア郡教育学区が管轄している。
- マニーオー高校
- マニーオー中学校
- マニーオー小学校
- ファーストフライト高校
- ファーストフライト中学校
- ファーストフライト小学校
- キティホーク小学校
- デア郡オールターナティブスクール
- ケープハッテラス・セカンダリースクール
- ケープハッテラス小学校
- ナグスヘッド小学校